# 新富町停留場
新富町停留場（日语：／ Shintomichō teiryūjō */?）是位於富山縣富山市新富町，富山地方鐵道富山軌道線的電車站。車站編號為C16。

## 歷史
- 1913年（大正2年）9月1日 - 富山電氣軌道神通町停留場啟用[2]。
- 1920年（大正9年）7月1日 - 轉讓至富山市，成為富山市營軌道的電車站[3]。
- 1934年 - 櫻橋至富山站前至總曲輪之間的走線變更，電車站遷移至現地[2]。
- 1943年（昭和18年）1月1日 - 路線轉讓。成為富山地方鐵道的電車站[4]。
- 1945年（昭和20年）8月2日 - 發生富山大空襲（日语：富山大空襲），使電車站暫停使用[5]。
- 1949年（昭和24年）3月15日 - 富山站前至旅籠町之間重開，此站重開[6]。
- 1962年（昭和37年）5月1日 - 電車站改名為新富町停留場[7]。

## 電車站構造
電車站是地面車站，建造在共用行車道上，設有2面2線的相對式月台（千鳥式月台）。在2016年（平成28年）3月，電車站增設斜道，使車站內無障礙化。月台設有上蓋。

## 電車站周邊
電車站周邊設有許多餐廳。特別是星期五與六晚上會有許多人於附近消遣。電車站附近也有許多酒店。
- 富山東急Excel酒店（日语：東急ホテルズ#エクセルホテル東急）
- Route Inn（日语：ホテルルートイン）富山
- 富山皇冠山酒店（微風灣酒店（日语：ブリーズベイホテル）集團）
- 富山公園酒店
- 富山PRIME酒店
- 富山站前郵局
- 富山銀行（日语：富山銀行）富山站前分店

## 相鄰電車站
富山地方鐵道
富山軌道線（支線）
富山站（C15）－（支線連接點）－新富町（C16）－縣廳前（C17）

## 注腳
1. ↑  .   [2021年4月19日]. （原始内容存档于2021年3月5日） （日语）.
2. 1 2  今尾惠介（監）. . 新潮社. 2008: 36. ISBN 978-4107900241 （日语）.
3. ↑  1920年2月11日付大阪朝日新聞 北陸版 （页面存档备份，存于）（日語）（神戶大學附屬圖書館新聞記事文庫）
4. ↑  1942年12月7日軌道譲渡許可「軌道譲渡」『官報』1942年12月21日（國立國會圖書館數碼化收藏）
5. ↑  富山地方鉄道（編）. . 富山地方鉄道. 1979: 175 （日语）.
6. ↑  富山地方鉄道（編）. . 富山地方鉄道. 1983: 378 （日语）.
7. ↑  富山地方鉄道（編）. . 富山地方鉄道. 1979: 176 （日语）.

## 外部連結
- 新富町 市內電車 時間預定表PDF（日語） - 富山地方鐵道